# Sonia Frojdenfal
Sonia Frojdenfal (ur. 8 marca 1998) – polska koszykarka występująca na pozycji rozgrywającej, od 2018 zawodniczka MKS-u Pruszków.

## Osiągnięcia
Stan na 1 maja 2024, na podstawie, o ile nie zaznaczono inaczej.

### Drużynowe
5x5
- Mistrzyni I ligi (2022 – awans do EBLK)[2]
- Wicemistrzyni I ligi (2021)

#### 3x3
Młodzieżowe
- Mistrzyni:
  - halowa Polski 3x3 U–23 (2019)
  - województwa łódzkiego 3x3 U–23 (2021)
- Uczestniczka młodzieżowych mistrzostw Polski 3x3 U–23 (2021 – 7. miejsce)

### Reprezentacja
- Uczestniczka rozgrywek FIBA Nations League U–23 (2022)